# L'Art noir en Afrique du Sud
Pour plus de détails, voir Fiche technique et Distribution.
L'Art noir en Afrique du Sud est un documentaire réalisé en 1990 par Gavin Younge sur les artistes noirs pendant l’Apartheid.

## Synopsis
Tout le monde connaît l’importance du conflit sud-africain, mais ce que l’on sait moins, c’est que ces affrontements se retrouvent dans le monde symbolique de l’art visuel. Le film appréhende ce phénomène par le biais d’un art mal connu : celui de l’art nègre. Pour la première fois à l’écran, les noirs Sud-Africains nous révèlent les sources de leurs traditions et leur richesse. Ils nous disent comment cet art est devenu un formidable moyen de communication. L’art nègre en Afrique du Sud montre sous un nouveau jour « les politiques » de la culture, celles par lesquelles les gens eux-mêmes revendiquent le droit de s’exprimer et le droit à leur propre identité.

## Fiche technique
- Titre : L'Art noir en Afrique du Sud
- Autre titre : L'Art nègre en Afrique du Sud
- Réalisateur : Gavin Younge
- Producteur : Yves Billon
- Production : ZARADOC, Les Films du Village
- Langue : français
- Format : Digital Betacam
- Genre : documentaire
- Durée : 52 minutes
- Date de réalisation : 1990